# Pan African S.C.
O Pan African é um clube de futebol tanzaniano baseado em Dar es Salaam. Eles jogam no mais alto nível do futebol profissional tanzaniano, a Tanzanian Premier League.

## História
O FC Pan African foi fundado em 1970 em Dar es Salaam, na Tanzânia. Baseada na capital, Dar es Salaam, a equipe conquistou a Liga de Futebol Tanzaniana duas vezes e a Copa da Tanzânia três vezes. Eles participaram de quatro torneios da CAF, conseguindo passar da primeira rodada em todas as ocasiões.
A temporada 2007-08 foi a mais recente na Liga de Futebol Tanzaniana, onde terminaram na última posição.
Apesar de seus sucessos passados, o clube enfrentou dificuldades nos últimos anos, com um desempenho na liga se tornando mais inconsistente. No entanto, a equipe continua a desempenhar um papel no desenvolvimento de jovens jogadores e mantém um nome respeitado no futebol tanzaniano.

### Conquistas
As principais conquistas do FC Pan African estão relacionadas à sua dominância no futebol tanzaniano nas décadas de 1970 e 1980. O clube venceu a Tanzanian Premier League em várias ocasiões, embora seus êxitos mais recentes tenham sido limitados. O clube também participou de competições continentais, representando a Tanzânia em torneios como a Liga dos Campeões da CAF e a Copa da CAF no passado.

## Lista de prêmios
- Campeonato da Tanzânia ( 1 )
  - Campeão : 1982

- Taça da Tanzânia ( 3 )
  - Ganhador : 1978, 1979, 1981

| Temporada | Torneio                                | Rodada      | Clube                    | Casa | Fora | Global      |
| --------- | -------------------------------------- | ----------- | ------------------------ | ---- | ---- | ----------- |
| 1979      | Copa Africana dos Vencedores de Copas  | 1           | Omedla                   | 1-0  | 0-1  | 1-1 (5-4 p) |
| 1979      | Copa Africana dos Vencedores de Copas  | 2           | AS Vita Club             | 2-1  | 0-1  | 2-2 (a)     |
| 1980      | Copa Africana dos Vencedores de Copas  | 1           | AS Sotema                | 4-3  | 1-1  | 5-4         |
| 1980      | Copa Africana dos Vencedores de Copas  | 2           | Shooting Stars FC        | 0-1  | 1-2  | 1-3         |
| 1982      | Copa Africana dos Vencedores de Copase | 1           | Mukura Victory Sports FC | 4-0  | 4-0  | 8-0         |
| 1982      | Copa Africana dos Vencedores de Copase | 2           | Power Dynamos FC         | 1-0  | 0-1  | 1-1 (3-5 p) |
| 1983      | Copa Africana dos Clubes Campeões      | 1           | Wagad                    | 0-0  | 2-1  | 2-1         |
| 1983      | Copa Africana dos Clubes Campeões      | 2           | Nkana FC                 | 0-0  | 0-0  | 0-0 (2-4 p) |
| 1989      | Copa Africana dos Clubes Campeões      | Preliminair | Mbabane Highlanders      | w.o. | 0-2  | 0-2         |